# Férfi 1500 méteres síkfutás a 2013. évi nyári európai ifjúsági olimpiai fesztiválon
A 2013. évi nyári európai ifjúsági olimpiai fesztiválon az atlétikai versenyszámok közül a férfi 1500 méteres síkfutást július 17.-én rendezték Utrechtben.

## Döntő
| H     | Név                  | Nemzet        | E       | Mj |
| ----- | -------------------- | ------------- | ------- | -- |
| Arany | Baptiste Mischler    | Franciaország | 3:57.38 |    |
| Ezüst | William Crowe        | Írország      | 3:59.08 |    |
| Bronz | Riccardo Usai        | Olaszország   | 4:00.61 |    |
| 4.    | Laviniu Madalin Chis | Románia       | 4:02.37 |    |
| 5.    | Vili Holopainen      | Finnország    | 4:04.40 |    |
| 6.    | Johan Markus Oll     | Észtország    | 4:11.22 |    |